# Henri Alexis Brialmont

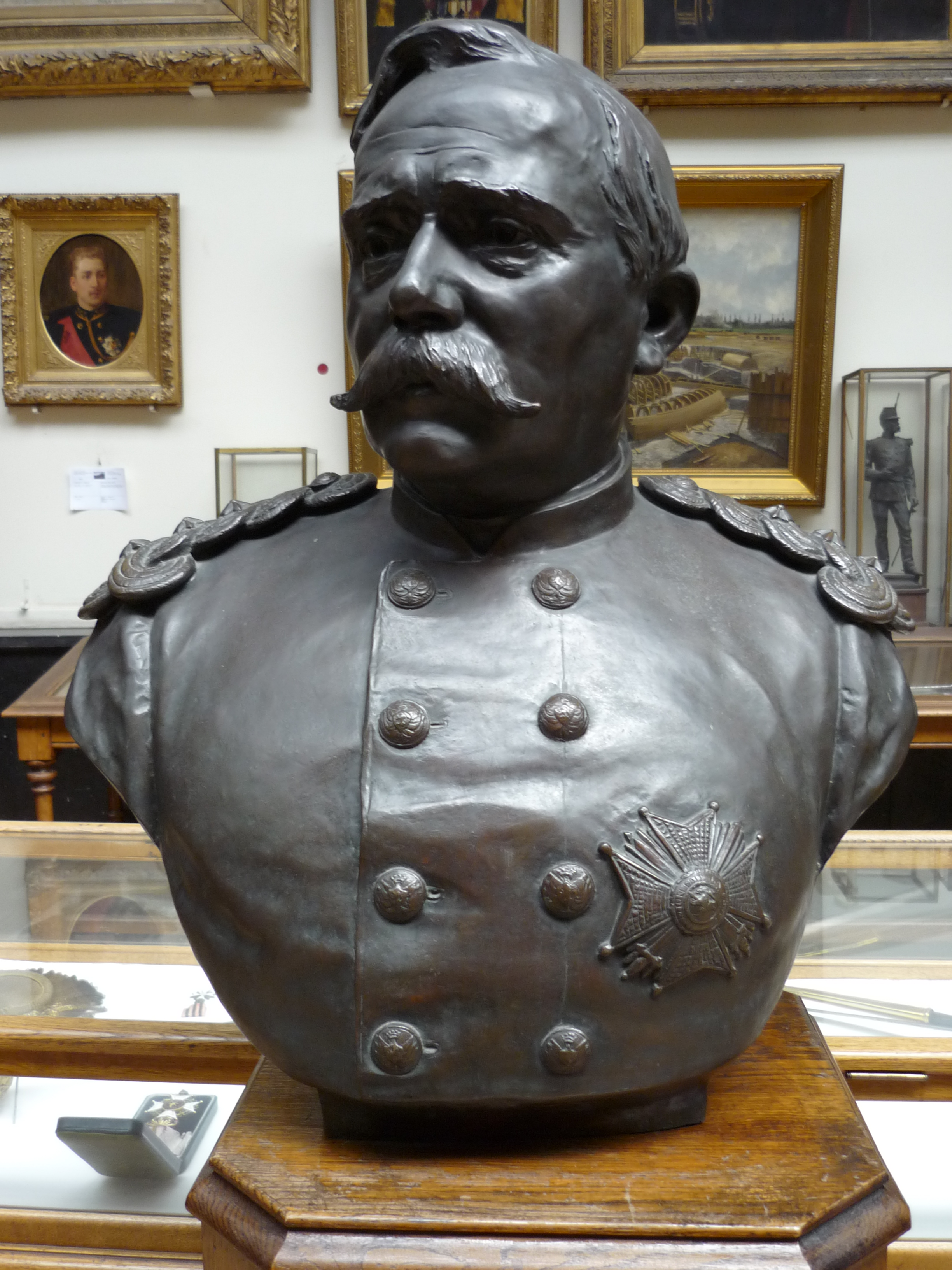
Buste Henri Alexis Brialmont

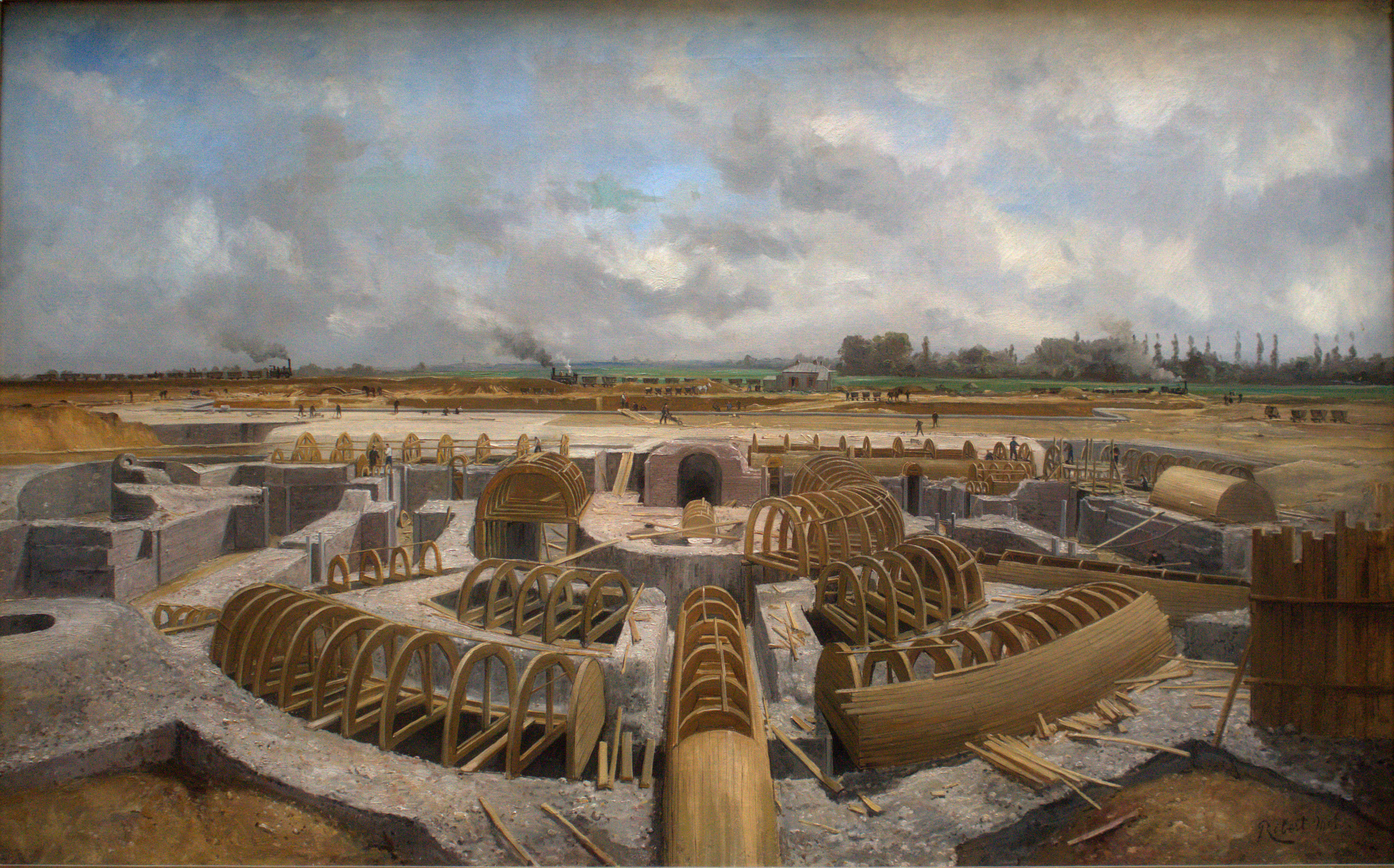
Schilderij van een fort onder constructie uit de periode van Brialmont

Henri Alexis Brialmont (Venlo, 25 mei 1821 – Brussel, 21 juli 1903) was een militair, vestingbouwkundige (architect) en volksvertegenwoordiger. Hij wordt ook weleens de Belgische Vauban genoemd.

## Biografie
Henri Alexis Brialmont was een zoon van Matthieu Brialmont. In 1838 begon hij aan zijn militaire opleiding aan de Koninklijke Militaire School in Brussel als lid van 5de promotie Artillerie & Genie (voorganger van de huidige Polytechniek opleiding aan de KMS). Hij werd in 1847 toegewezen aan het kabinet van de Belgische minister van Oorlog als luitenant van de Genie. Hij bouwde daar het Belgische leger uit en hielp mee met het invoeren van de dienstplicht.
Van 1858 tot aan zijn dood in 1903 hield hij zich voornamelijk bezig met het ontwerpen en bouwen van de forten rondom Antwerpen (zie Stelling van Antwerpen), Luik en Namen. Hij waarschuwde de Belgische regering voor een kapitale fout door nabij de plaats Lieze geen fort te bouwen. Dit bleek in 1914 bij de Duitse inval een strategische blunder te zijn. Deze fout werd evenwel rechtgezet door in 1932 in de directe nabijheid het Fort Eben-Emael te bouwen. Brialmont wendde nadien zijn expertise in de fortenbouw aan bij het ontwerp van forten in het buitenland (Roemenië, Griekenland en Turkije).
In juni 1892 werd Brialmont verkozen tot liberaal volksvertegenwoordiger voor het arrondissement Brussel, zodat hij ook op het parlementaire vlak zijn ideeën kon verdedigen. Hij behoorde tot de liberale partij, waar destijds zijn grootste tegenstanders hadden toe behoord, met in de eerste plaats Walthère Frère-Orban, maar die waren tegen die tijd ofwel overleden, ofwel buiten de politiek. Brialmont behoorde tot de groep van liberale progressisten en was voorstander van het algemeen stemrecht.
Zoals de publicatielijst hierna aantoont, is er wellicht geen andere militaire geweest in België, die met zoveel standvastigheid en over een zo lange periode zijn zienswijzen in boeken, pamfletten en artikels heeft verdedigd. In zijn publicaties over vestingbouw toonde hij zich  steevast een voorstander van het polygonaal stelsel. Daarnaast schreef hij ook biografieën gewijd aan grote krijgsheren.
Brialmont was in 1859 getrouwd met Justa de Potter, dochter van de revolutionair van 1830 Louis de Potter. Ze stierf kinderloos in 1875.

## Zijn leven in jaartallen
- 1841: Onderluitenant van het Régiment de Génie te Luik.
- 1847: Luitenant van de Genie, toegewezen aan het kabinet van de Minister van Oorlog (Félix Chazal).
- 1848: Publiceerde een pamflet Eloge de la Guerre, waarin hij de punten van een sterk Belgisch leger uitte.
- 1851: Publiceerde het boek Considérations politiques et militaires sur la Belgique.
- 1854: Gedurende de Krimoorlog en het beleg van Sebastopol vroeg hij de autoriteiten om te mogen toetreden tot het Franse leger. Dit werd geweigerd door zijn oversten.
- 1855: Slaagt in het examen van stafofficier en werd genomineerd als Capitaine d’état major. Hij bezoekt Duitsland om er de polygonale forten te bestuderen.
- 1856: Publiceerde L’histoire du Duc de Wellington.
- 1857: Hij gaat naar Engeland om aan de Britse overheid te vragen of hij mag deel uitmaken van het expeditieleger, dat werd gevormd om de  opstand in India te onderdrukken. Dit werd geweigerd.
- 1858: Bevorderd tot kapitein en terug toegewezen tot het kabinet van de Minister van Oorlog (Félix Chazal).
- 1858: Wanneer Generaal Eduard Totleben België bezoekt vraagt Koning Leopold I hem om verschillende projecten te onderzoeken betreffende de verdediging van Antwerpen. Na een grondig onderzoek van Todleben selecteert hij Brialmonts project als beste.
- 1859: Een overheidscommissie belast met het onderzoek betreffende de verdediging van Antwerpen keurt het project van Brialmont goed.
- 1859: Op 19 mei trouwt hij met Justa de Potter.
- 1860: Gepromoveerd tot majoor.
- 1863: Publiceerde Études sur la defense des états et sur la fortification.
- 1868: Aangesteld als leider van de militaire operaties op het Ministerie van Oorlog. Hem werd opgedragen om de mobilisatie en de concentratie van het leger te onderzoeken.
- 1870: Tijdens de Frans-Duitse Oorlog was hij Chef état Major van het leger te Antwerpen.
- 1874: Gepromoveerd tot Generaal-Majoor en genomineerd als directeur voor de fortificaties in Antwerpen.
- 1875: Genomineerd als 'Inspecteur Generaal van de genie en de fortificaties'.
- 1875: Zijn vrouw, Justa Brialmont de Potter, overleed op 41-jarige leeftijd.
- 1882: Publiceerde Situations Militaire de Belgique - Travaux de defense de la Meuse.
- 1882: De Roemeense koning en overheid vraagt hem om de Roemeense fortificatie te inspecteren en te bestuderen. Na een klacht van de Oostenrijkers over dit bezoek van Brialmont, zet de Belgische overheid hem op non-actief.
- 1884: Teruggeroepen naar het leger en hersteld in de graad van 'Inspecteur Generaal van de genie en de fortificaties'.
- 1887: Op 14 juni besluit de Belgische overheid om een fortengordel te bouwen rond Luik en Namen (zie Fortengordel rond Luik).
- 1891: De fortificaties te Luik en Namen zijn klaar. Maar doordat het budget werd overschreden, werd hij gedwongen op pensioen te gaan.
- 1892: Hij bezoekt Constantinopel om er de verdediging te bekijken.
- 1893: Verkozen in het Belgisch parlement.[1]

## Publicaties
- Oeuvres militaires de Simon Stevin, Brussel, 1846.
- Notice sur la conservation des poudres de guerre, in: Annales des Travaux publics de Belgique, 1849.
- Éloge de la guerre ou réfutation des doctrines des Amis de la paix, 1850.
- Histoire critique des négociations relatives au Traité du 11 décembre 1831, prescrivant la démolition des forteresses, in: Le Spectateur militaire, 1850.
- De l'armée et de la situation financière, 1850.
- De la guerre, de l'armée et de la garde civique, 1850.
- Faut-il fortifier Bruxelles? Réfutation de quelques idées sur la défense des États, par un officier du génie, 1850.
- Réponse d'un officier du génie à M. Vande Velde, pour faire suite à l'ouvrage intitulé: «Faut-il fortifier Bruxelles?, 1850.
- Précis d'art militaire (publications de l'Encyclopédie militaire), 4 volumes, 1851.
- Considérations politiques et militaires sur la Belgique, 3 volumes, 1851-1852.
- Utilité de la marine militaire, 1853.
- Projet de réorganisation de la marine militaire belge, par un ancien officier du génie, 1855.
- Réflexions sur la marine militaire belge (1830-1835), 1855 (*).
- Défense du projet d'agrandissement général d'Anvers, présenté par MM. Keller et consorts, 1855.
- Histoire du duc de Wellington, 3 volumes, 1856-1857.
- Résumé d'études sur les principes généraux de la fortification des grands pivots stratégiques. Application à la place d'Anvers, 1856.
- Défense de l'Escaut, 1856.
- De la fortification des grands pivots stratégiques. Réponse au colonel Augoyat, 1857.
- Agrandissement général d'Anvers. Réfutation des critiques dont le projet de grande enceinte a été l'objet, 1858.
- Réponse à une note de M. Eenens. De l'emploi de l'artillerie aux travaux de défrichement (Académie royale de Belgique, t. XVI), 1859.
- La vérité sur la question d'Anvers par le général Bonsens, 1859.
- Manifestation du peuple belge en 1860.
- Système de défense de l'Angleterre. Observation critique sur la commission d'enquête nommée en 1859, 1860 (*).
- Complément de l'oeuvre de 1830. Etablissements à créer dans les pays transatlantiques, 1860.
- Réorganisation de la marine nationale en Belgique, 1860.
- Question des canons. Réponse A M. Féréol-Fourcault, par le capitaine Gargousse, 1861.
- Le système cellulaire et la colonisation pénale. Réponse à M. E. Ducpétiaux, in: Revue britannique, 1861.
- Marine militaire. Nouvelles considérations sur l'utilité d'une marine militaire, 1861.
- Étude sur la défense des États et sur la fortification, 3 volumes, 1863.
- Les nouvelles fortifications d'Anvers. Réponse aux critiques de Mangonneau, ancien ingénieur, 1863 (*).
- La guerre du Schleswig, envisagée au point de vue belge, 1864.
- Le corps belge au Mexique. Considérations en faveur de l'organisation de ce corps, par un officier d'état-major, 1864.
- Réflexions d'un soldat sur les dangers qui menacent la Belgique. Réponse à M. Dechamps, ministre d'État, 1865.
- Réponse au pamphlet: « Anvers et M. Brialmont, avec plan de la position d'Anvers », 1865.
- La Belgique doit armer, 1866.
- Réorganisation du système militaire de la Belgique, par un officier supérieur, 1866.
- Considérations sur la réorganisation de l'armée. Justification du quadrilatère. Le volontarisme jugé au point de vue belge, etc., 1866.
- Étude sur l'organisation des armées, et particulièrement de l'armée belge, 1867.
- Utilité de la citadelle du Nord, 1868.
- Traité de fortification polygonale, 2 volumes, 1869.
- La fortification polygonale et les nouvelles fortifications d'Anvers. Réponse aux critiques de MM. Prévost et Cosseron de Villenoisy, 1869.
- La fortification polygonale jugée par le général Tripier, in: Revue militaire française, 1870.
- Observations critiques sur l'enseignement de la fortification à l'École militaire de Bruxelles, 1870.
- Le service obligatoire en Belgique, par un colonel de l'armée, 1871.
- Réponse aux adversaires du service obligatoire, par un colonel de l'armée, 1871.
- La vérité sur la situation militaire de la Belgique en 1871.
- Ce que vaut la garde civique. Étude sur la situation militaire du pays, 1871.
- Projet de réorganisation de l'infanterie belge. Conférence donnée à MM. les officiers du corps d'état-major le 6 février Ì871.
- Le service obligatoire. Réponse à MM. Frère-Orban et Hymans, 1872.
- L'armée, la presse et les partis en Belgique. Lettre adressée à la « Belgique militaire », 2e édition, revue et corrigée, 1872.
- La fortification à fossés secs, 2 volumes, 1872.
- La fortification improvisée, 2e édition, revue et augmentée, 1872.
- Étude sur la fortification des capitales et l'investissement des camps retranchés, 1873.
- Le service obligatoire et le remplacement; erreurs, mensonges et vérités. Bases d'un projet de loi sur la milice, 1873.
- Les adversaires du service obligatoire mis au pied du mur, 1873.
- Imprévoyance et impérities, in: La Belgique militaire, 1873.
- Le remplacement par l'État, dernière planche de salut des adversaires du service obligatoire, 1873.
- Situation politique et militaire des petits États et particulièrement de la Belgique, 1874.
- La vérité sur le remplacement militaire et le service personnel, 1874.
- L'Angleterre et les petits États à la Conférence de Bruxelles, par le général T., 1875.
- Causes et effets de l'accroissement successif des armées permanentes, 1876.
- La défense des États et les camps retranchés, 1876.
- Symptôme de décadence à propos de la question de la défense nationale, 1876.
- La fortification du champ de bataille, 1878.
- Manuel des fortifications de campagne, 1879.
- Étude sur la formation de combat de l'infanterie, l'attaque et la défense des positions et des retranchements, 1880.
- La tactique de combat des trois armes, 2 volumes, 1881.
- La situation militaire de la Belgique, 1882.
- Le général comte de Todleben. Sa vie et ses travaux, 1884.
- Le général de Blois. Sa vie et ses ouvrages, 1885.
- La fortification du temps présent, 2 volumes, 1885.
- Les fortifications de la Meuse, 1887.
- M. Frère et les travaux de la Meuse, 1887.
- Les fortifications de la Meuse. Réponse au colonel Crousse, 1887.
- Réponse aux objections de M. le général Chazal, contre les fortifications de la Meuse, 1887.
- L'influence du tir plongeant et des obus torpilles sur la fortification, 1890.
- Situation actuelle de la fortification. Idées et tendances de la nouvelle école, 1890.
- La fortification de l'avenir, d'après les auteurs anglais, 1890.
- Notice sur le général Liagre, in: Annuaire de l'Académie, 1892.
- Étude sur l'infanterie légère, l'organisation et l'emploi des troupes du génie, 1893.
- Ce que Bazaine a fait à Metz, in: Revue internationale de Dresde, 1893.
- Notice sur Henri Maus, in: Annuaire de l'Académie, 1895.
- La défense des États et la fortification de la fin du XIXe siècle, 1895.
- La défense des côtes et les têtes de pont permanentes, 1896.
- Progrès de la défense des États et de la fortification depuis Vauban, 1898.
- Affaiblissement de la place d'Anvers, projet du Gouvernement, 1900.
- Notice sur Emile Banning, in: Annuaire de l'Académie, 1901.
- Agrandissement d'Anvers. Critique des résolutions de la sous-commission militaire, 1901.
- Anvers et Termonde. Critique des résolutions de la commission mixte, 1901.
- Organisation et composition des troupes du génie et de l'état-major de cette arme, 1901.